# Kalliosaaret (ö i Mellersta Finland, Jyväskylä, lat 62,12, long 26,02)
Kalliosaaret är en ö i Finland. Den ligger i sjön Leppävesi och i kommunen Toivakka i den ekonomiska regionen  Jyväskylä ekonomiska region  och landskapet Mellersta Finland, i den södra delen av landet, 220 km norr om huvudstaden Helsingfors. Öns area är 0,2 hektar och dess största längd är 100 meter i sydöst-nordvästlig riktning.